# Mimulfo
Mimulfo (... – isola di San Giulio, 590) è stato un duca longobardo, signore del Novarese dal 575 circa, probabilmente come duca di San Giulio.
Secondo l'Historia Langobardorum di Paolo Diacono, il duca venne accusato di tradimento a favore dei Franchi e fatto decapitare sull'isola di San Giulio dal re Agilulfo nel 590. 
È probabile che dietro la sua condanna vi siano motivazioni politiche, legate all'ostilità di diversi duchi contro il nuovo re.
Un piccolo sarcofago contenente dei resti umani e, pare, un'iscrizione MEINULF (oggi scomparsa), fu rinvenuta nella basilica di san Giulio, durante gli scavi effettuati alla fine del XVII secolo. Il sarcofago è tuttora utilizzato come cassetta per le elemosine nella chiesa.